# Vierschanzentournee 1959/60
Bei der 8. Vierschanzentournee 1959/60 fand das Springen in Oberstdorf am 30. Dezember 1959 statt, am 1. Januar 1960 das Springen in Garmisch-Partenkirchen und am 4. Januar 1960 das Springen in Innsbruck. Die Abschlussveranstaltung in Bischofshofen wurde am 6. Januar 1960 durchgeführt. Der Gesamtsieger kam mit Max Bolkart erstmals aus der Bundesrepublik Deutschland. Allerdings stand die achte Ausgabe der Tournee unter keinem guten Stern. Neben dem Flaggenstreit und dem damit verbundenen Rückzug von vier Mannschaften (siehe nächster Abschnitt) hatten die Norweger und Finnen im Hinblick auf die kommenden Olympischen Spiele ihre Spitzenleute zuhause gelassen. Die Finnen schickten zumindest talentierte Nachwuchsathleten. Dafür gab Frankreich sein Tournee-Debüt.
Auch für die deutschen Springer hatten die kommenden Olympischen Spiele unmittelbare Auswirkungen. Die Springen in Oberstdorf und Garmisch sollten zugleich 2 von insgesamt 4 innerdeutsche Olympiaqualifikationswettbewerben gezählt werden. Zwei weitere Wettbewerbe sollten in Lauscha und Schmiedefeld folgen. Nach der Absage der DDR-Springer infolge des Flaggenstreits sagte am Neujahrstag die DSV-Führung die beiden Wettbewerbe in der DDR ab.

## Die Tournee als Spielball der Deutsch-Deutschen Sportbeziehungen
Seit ihrem ersten Auftreten bei der Tour 1955/56 waren die Springer aus der DDR eine Bereicherung für die Tournee und stellten mit Helmut Recknagel schon zweimal den Tourneesieger. Für die Zuschauer war es dabei normal geworden, dass sowohl die bundesdeutschen wie auch die Springer aus der DDR unter einer gemeinsamen Flagge starteten. Dies war auch bei der ersten Olympiateilnahme von DDR-Sportlern 1956 in Cortina d’Ampezzo der Fall gewesen. Trotzdem rumorte es vor allem in Hinblick auf die nächsten Olympischen Winterspiele im amerikanischen Squaw Valley hinter den Kulissen gewaltig. Streitpunkt war vor allem wieder die Symbolik, unter der eine gesamtdeutsche Mannschaft starten sollte. Dem Traum von 2 eigenständigen deutschen Mannschaften, den die DDR-Sportführung immer wieder hegte, wurde zu dieser Zeit vom IOC noch eine klare Absage erteilt. Im Herbst 1959 läutete die DDR nun eine neue Runde in den Deutsch-Deutschen Sportbeziehungen ein. Per Gesetz vom 1. Oktober 1959 wurde ab dem 7. Oktober 1959 die bis dahin schwarzrotgoldene Staatsflagge um das Staatswappen der DDR mit Hammer und Zirkel, umgeben von einem Ährenkranz ergänzt. Auf Sportbekleidungen bei Wettkämpfen prangte nunmehr das Staatswappen der DDR. Diese von der Bundesrepublik als Provokation aufgefasste Regelung führte alsbald zu polizeilichen Gegenmaßnahmen, die sich unmittelbar auch auf Sportwettkämpfe auswirkte. Die Vierschanzentournee war eines der ersten Opfer. Da ab Ende Oktober 1959 per Kabinettsbeschluss das Zeigen der als Spalterflagge bezeichneten Flagge der DDR, das Tragen des DDR-Staatswappens sowie das Abspielen der Nationalhymne der DDR auf dem Gebiet der Bundesrepublik verboten wurde, war der Konflikt durch die Ankündigung der DDR-Sportführung, bei der Vierschanzentournee nur mit eigener Symbolik anzutreten, vorprogrammiert. Nicht nachvollziehbar ist dieses Beharren vor dem Hintergrund der Einigung vom 12. Dezember 1959, bei der sich beide deutsche NOK auf die Farben Schwarz-Rot-Gold mit den fünf olympischen Ringen für die 1960 stattfindenden olympischen Winter- und Sommerspiele geeinigt hatten. Man war also an anderer Stelle auf Seiten der DDR durchaus kompromissbereit. Als die bundesdeutsche Seite bezüglich der Springen in Oberstdorf und Garmisch nicht einlenkte, teilte der Deutsche Skiläuferverband (DSLV) in Person seines Generalsekretärs Ludwig Schröder auf einer Pressekonferenz am 27. Dezember 1959 mit, dass die nominierten Springer Helmut Recknagel, Werner Lesser und Harry Glaß unter diesen Umständen bei den Sprungläufen in Oberstdorf und Garmisch nicht antreten würden. Ausdrücklich wurde aber zu diesem Zeitpunkt betont, dass die Teilnahme an den Springen in Innsbruck und Bischofshofen aufrechterhalten würde, da Österreich die Gastfreundschaft und die internationalen Gepflogenheiten bisher stets geachtet habe. Parallel zu dieser Absage erklärten auch zunächst die sowjetischen und tschechoslowakischen Sportverbände den Startverzicht ihrer Springer auf bundesdeutschen Boden.
Um den schon in Mitteleuropa weilenden Springern aus der Sowjetunion und der CSR einen Wettkampf bieten zu können, wurde die Große Fichtelbergschanze in Oberwiesenthal für zwei Internationale Sprungläufe, die am 30. und 31. Dezember quasi als Gegenveranstaltung stattfanden, trotz ungünstiger Schneeverhältnisse präpariert.
Anschließend waren zunächst alle bisher nicht angetretenen Mannschaften an den Bergisel nach Innsbruck gereist. Auch in Österreich, welches nicht zuletzt wegen der Hallstein-Doktrin noch keine offiziellen diplomatischen Beziehungen zur DDR unterhielt, war der Flaggenstreit ein Thema. Dort überließen es die politischen Entscheidungsträger dem Innsbrucker Oberbürgermeister Lugger, die heikle Situation zu meistern. Auch in Österreich forderte die DDR-Seite in gestalt von Delegationsleiter Ludwig Schröder das Hissen der DDR-Flagge. Mit Verweis auf die fehlenden diplomatischen Beziehungen wurde diesem Wunsch nicht entsprochen. Alternativ bot man entweder das Hissen gesamtdeutschen Olympiaflagge oder den Verzicht auf sämtliche Beflaggung an. Diese Vorschläge hatte Lugger jeweils in Rücksprache mit dem Innsbrucker Stadtparlament erarbeitet. Die Verhandlungen darüber liefen am Tag des Springens bis kurz vor Beginn des Sprunglaufs. Als sich nach einer Unterredung mit Lugger auch herausstellte, dass in Bischofshofen ebenso verfahren würde, verkündeten die Mannschaftsführer der Springerteams der DDR, der Sowjetunion, der CSR und nunmehr auch aus Polen erst eine halbe Stunde vor Beginn des Innsbrucker Springens ihren Nichtantritt in Innsbruck und zum nachfolgenden Springen in Bischofshofen sowie ihre Abreise für den 4. Januar 1960. Es ist müßig, darüber zu spekulieren, ob der bis dahin zweimalige Tourneegewinner und Olympiasieger von Squaw Valley, Helmut Recknagel, erneut die Tournee gewonnen hätte. Die Chance wurde ihm von der Politik auf jeden Fall verbaut. Unstrittig ist, dass vor allem mit den Springern aus der DDR und der Sowjetunion der 8. Tournee große springerische Klasse vorenthalten wurde.

## Nominierte Athleten
| Nation         | Athleten |
| -------------- | --- |
| BR Deutschland | Heinrich Zapf, Max Bolkart, Helmut Kurz, Hermann Anwander, Hubert Witting, Georg Thoma, Helmut Wegscheider, Wolfgang Happle, Alois Haberstock, Axel Zerlaut, Helmut Böck, Rudi Duffke, Heini Ihle                                     |
| Österreich     | Willi Egger, Walter Habersatter, Otto Leodolter, Alois Leodolter, Walter Steinegger, Albin Plank, Peter Müller, Ferdl Wallner, Baldur Preiml, Rudi Schweinberger, Klaus Fichtner, Willi Köstinger, Ernst Kröll, Waldemar Heigenhauser |
| Finnland       | Timo Kivelä, Markku Maatela |
| Frankreich     | Robert Rey, Claude Jean-Prost |
| Jugoslawien    | Jože Langus, Marjan Pečar, Jože Šlibar, Miro Oman, Božo Jemc |
| Kanada         | Jacques Charland, Gerry Gravelle, Alois Moser |
| Schweden       | Folke Mikaelsson, Inge Lindqvist, Lars-Åke Bergseije |
| Schweiz        | Andreas Däscher, Peter Wenger, Ueli Scheidegger |

## Oberstdorf
Bei Regen und Föhn gewann der einheimische Max Bolkart das Auftaktspringen. In Abwesenheit der Konkurrenz aus der DDR und der Sowjetunion dominierten vor allem Springer aus der Bundesrepublik und Österreich den Wettkampf.
- Datum: 30. Dezember 1959[10]
- Land:  BR Deutschland
- Schanze: Schattenbergschanze
- Zuschauer: 6.000

| Pos. | Springer           | Land           | Punkte |
| ---- | ------------------ | -------------- | ------ |
| 1.   | Max Bolkart        | BR Deutschland | 220,5  |
| 2.   | Albin Plank        | Österreich     | 219,5  |
| 3.   | Helmut Kurz        | BR Deutschland | 219,0  |
| 4.   | Holger Karlsson    | Schweden       | 217,0  |
| 4.   | Willi Egger        | Österreich     | 217,0  |
| 6.   | Hermann Anwander   | BR Deutschland | 215,5  |
| 7.   | Walter Habersatter | Österreich     | 214,5  |
| 8.   | Otto Leodolter     | Österreich     | 212,5  |
| 9.   | Georg Thoma        | BR Deutschland | 212,0  |
| 9.   | Folke Mikaelsson   | Schweden       | 212,0  |

## Garmisch-Partenkirchen
In einer denkbar knappen Entscheidung konnte Max Bolkart bei Tauwetter auch das zweite Springen für sich entscheiden. Am Ende siegte er mit 0,4 Punkte Vorsprung. Mit Rücksicht auf den Flaggenstreit wurden auf der Garmischer Olympiaschanze keine nationalen Symbole gezeigt.
- Datum: 1. Januar 1960[11]
- Land:  BR Deutschland
- Schanze: Große Olympiaschanze
- Zuschauer: 20.000

| Zwischenstand nach 2 Springen | Zwischenstand nach 2 Springen | Zwischenstand nach 2 Springen |
| Pos.                          | Springer                      | Punkte                        |
| ----------------------------- | ----------------------------- | ----------------------------- |
| 01.                           | Bolkart                       | 436,9                         |
| 02.                           | Plank                         | 430,7                         |
| 03.                           | Kivelä                        | 428,0                         |

| Pos. | Springer         | Land           | Punkte |
| ---- | ---------------- | -------------- | ------ |
| 1.   | Max Bolkart      | BR Deutschland | 216,9  |
| 2.   | Timo Kivelä      | Finnland       | 216,5  |
| 3.   | Jože Šlibar      | Jugoslawien    | 212,7  |
| 4.   | Inge Lindqvist   | Schweden       | 212,6  |
| 5.   | Georg Thoma      | BR Deutschland | 212,5  |
| 6.   | Božo Jemc        | Jugoslawien    | 212,1  |
| 7.   | Albin Plank      | Österreich     | 211,2  |
| 8.   | Markku Maatela   | Finnland       | 210,8  |
| 9.   | Jacques Charland | Kanada         | 210,4  |
| 10.  | Willi Egger      | Österreich     | 209,8  |

## Innsbruck
Auch das dritte Springen gewann Max Bolkart trotz aller vorheriger politischer Turbulenzen. Mannschaftskamerad Georg Thoma, der von einer innerdeutschen Olympiaausscheidung in der Nordischen Kombination in Reit im Winkl direkt an den Bergisel kam, belegte ohne Training den fünften Platz. Im Training sorgte der Olympiadritte von 1956, Harry Glaß, für große Aufregung, als er bei einem Trainingssprung schwer stürzte und damit auch seine Olympiahoffnungen begraben musste.
- Datum: 3. Januar 1960[14]
- Land:  Österreich
- Schanze: Bergiselschanze
- Zuschauer: 8.000

| Zwischenstand nach 3 Springen | Zwischenstand nach 3 Springen | Zwischenstand nach 3 Springen |
| Pos.                          | Springer                      | Punkte                        |
| ----------------------------- | ----------------------------- | ----------------------------- |
| 01.                           | Bolkart                       | 666,9                         |
| 02.                           | Plank                         | 647,2                         |
| 03.                           | Leodolter                     | 645,9                         |

| Pos. | Springer          | Land           | Punkte |
| ---- | ----------------- | -------------- | ------ |
| 1.   | Max Bolkart       | BR Deutschland | 229,5  |
| 2.   | Otto Leodolter    | Österreich     | 225,5  |
| 3.   | Albin Plank       | Österreich     | 216,5  |
| 4.   | Folke Mikaelsson  | Schweden       | 215,5  |
| 5.   | Georg Thoma       | BR Deutschland | 214,5  |
| 6.   | Timo Kivelä       | Finnland       | 213,0  |
| 7.   | Willi Egger       | Österreich     | 212,0  |
| 8.   | Božo Jemc         | Jugoslawien    | 211,5  |
| 8.   | Walter Steinegger | Österreich     | 211,5  |
| 10.  | Markku Maatela    | Finnland       | 211,0  |

## Bischofshofen
Beim Abschlussspringen gab es einen österreichischen Dreifacherfolg. Dennoch konnten weder Plank noch Leodolter dem Gesamtsieger Max Bolkart noch gefährlich werden. Dieser sprang nicht mit vollem Risiko und kam auf Platz 5.
- Datum: 6. Januar 1960[17]
- Land:  Österreich
- Schanze: Paul-Außerleitner-Schanze

| Pos. | Springer          | Land           | Punkte |
| ---- | ----------------- | -------------- | ------ |
| 1.   | Albin Plank       | Österreich     | 227,5  |
| 2.   | Otto Leodolter    | Österreich     | 224,7  |
| 3.   | Willi Egger       | Österreich     | 221,7  |
| 4.   | Helmut Kurz       | BR Deutschland | 216,0  |
| 5.   | Max Bolkart       | BR Deutschland | 211,1  |
| 5.   | Jacques Charland  | Kanada         | 211,1  |
| 7.   | Walter Steinegger | Österreich     | 210,8  |
| 8.   | Wolfgang Happle   | BR Deutschland | 209,8  |
| 9.   | Jože Šlibar       | Jugoslawien    | 208,9  |
| 10.  | Timo Kivelä       | Finnland       | 204,3  |

## Endstand
Der Deutsche Max Bolkart (Sieger in Oberstdorf, Garmisch-Partenkirchen und Innsbruck) gewann die 8. Vierschanzentournee vor den Österreichern Albin Plank (Sieger in Bischofshofen) und Otto Leodolter.
| Pos. | Springer          | Land           | Punkte |
| ---- | ----------------- | -------------- | ------ |
| 1.   | Max Bolkart       | BR Deutschland | 878,0  |
| 2.   | Albin Plank       | Österreich     | 874,7  |
| 3.   | Otto Leodolter    | Österreich     | 870,6  |
| 4.   | Willi Egger       | Österreich     | 860,5  |
| 5.   | Helmut Kurz       | BR Deutschland | 849,0  |
| 6.   | Timo Kivelä       | Finnland       | 845,3  |
| 7.   | Georg Thoma       | BR Deutschland | 839,8  |
| 8.   | Walter Steinegger | Österreich     | 826,8  |
| 9.   | Hermann Anwander  | BR Deutschland | 825,7  |
| 10.  | Wolfgang Happle   | BR Deutschland | 808,7  |